# Samuele Andreucci
Samuele Andreucci (Cesena, 23 dicembre 1916 – Cesena, 28 dicembre 1979) è stato un politico italiano.
Avvocato, di formazione cattolica, aderì sin da giovane alla FUCI fino allo scioglimento dovuto al regime fascista. Combattente nella seconda guerra mondiale, fu fatto prigioniero per ben due anni, prima nell'Africa del Nord e poi a Livorno.
Liberato poté tornare nella città natale e riprendere la propria professione, nonché l'attività politica nella Democrazia Cristiana. Eletto più volte consigliere comunale, ricoprì il ruolo per tredici anni (dal 1951 al 1964) ed ebbe il primato di essere nel 1956, anche se solo per un paio mesi (dal 30 luglio al 29 settembre), l'unico sindaco democristiano di Cesena, in un'amministrazione storicamente progressista, in alternanza repubblicana e comunista.
Nelle elezioni politiche del 1958 fu eletto alla Camera dei deputati, ove rimase sino al 1963.
Morì il 28 dicembre 1979, nel proprio studio di avvocato.